# Saison CBA 2018-2019
Navigation
Saison 2017-2018 Saison 2019-2020
La saison 2018-2019 de la CBA était la 24e saison de la Chinese Basketball Association. Dans cette campagne, la saison régulière passe de 38 matchs à 46 matchs, tandis que les Playoffs passent de 10 équipes à 12 équipes.

## Changements de noms d'équipe
Les Shanxi Brave Dragons ont changé leur nom anglais officiel en Shanxi Loongs lors d'une somptueuse cérémonie en septembre. «Loongs» est le terme cantonais pour les dragons et a été choisi par le propriétaire de l'équipe, même si les habitants du Shanxi parlent le chinois mandarin.
Les Bayi Rockets ont commencé à jouer leurs matchs à domicile à Nanchang après avoir passé de nombreuses années à Ningbo, et les Zhejiang Guangsha Lions ont commencé à jouer leurs matchs à domicile à Zhuji pour cultiver une base de fans loin du centre de Hangzhou et cesser de briser le soutien local avec le Zhejiang Golden Bulls.

## Lieux
| Équipe                    | Ville     | Salle                                          | Capacité |
| ------------------------- | --------- | ---------------------------------------------- | -------- |
| Bayi Rockets              | Nanchang  | Nanchang International Sports Center Gymnasium | 11 000   |
| Beijing Ducks             | Pékin     | Cadillac Arena                                 | 18 000   |
| Beikong Fly Dragons       | Pékin     | Olympic Sports Center Gymnasium                | 6 300    |
| Fujian Sturgeons          | Jinjiang  | Zuchang Gymnasium                              | 6 000    |
| Guangdong Southern Tigers | Dongguan  | Nissan Sports Center                           | 14 730   |
| Guangzhou Long-Lions      | Guangzhou | Tianhe Gymnasium                               | 8 628    |
| Jiangsu Dragons           | Suzhou    | Suzhou Sports Center Gymnasium                 | N / A    |
| Jilin Northeast Tigers    | Changchun | Changchun Gymnasium                            | 4 150    |
| Liaoning Flying Leopards  | Shenyang  | Liaoning Gymnasium                             | 6 521    |
| Nanjing Monkey Kings      | Nanjing   | Nanjing Youth Olympic Sports Park              | 22 000   |
| Qingdao Eagles            | Qingdao   | Guoxin Gymnasium                               | 12 500   |
| Shandong Golden Stars     | Jinan     | Shandong Arena                                 | 8 800    |
| Shanghai Sharks           | Shanghai  | Pudong Yuanshen Gymnasium                      | 5 000    |
| Shanxi Loongs             | Taiyuan   | Shanxi Sports Centre Gymnasium                 | 8 000    |
| Shenzhen Leopards         | Shenzhen  | Shenzhen Dayun Arena                           | 18 000   |
| Sichuan Blue Whales       | Chengdu   | Sichuan Provincial Gymnasium                   | 9 200    |
| Tianjin Gold Lions        | Tianjin   | Dongli Gymnasium                               | 3 000    |
| Xinjiang Flying Tigers    | Ürümqi    | Hongshan Arena                                 | 3 800    |
| Zhejiang Golden Bulls     | Hangzhou  | Binjiang Gymnasium                             | 6 000    |
| Zhejiang Guangsha Lions   | Zhuji     | Zhuji Sports Centre Gymnasium                  | 5 136    |

## Entraîneurs
| Équipe                    | Entraîneur           | Remplacé pendant la saison |
| ------------------------- | -------------------- | -------------------------- |
| Bayi Rockets              | Wang Zhizhi          |                            |
| Beijing Ducks             | Yannis Christopoulos |                            |
| Beikong Fly Dragons       | Zhang Degui          | Ding Wei                   |
| Fujian Sturgeons          | Zhu Shilong          |                            |
| Guangdong Southern Tigers | Du Feng              |                            |
| Guangzhou Long-Lions      | Juan Antonio Orenga  |                            |
| Jiangsu Dragons           | Memi Becirovic       |                            |
| Jilin Northeast Tigers    | Wang Han             |                            |
| Liaoning Flying Leopards  | Guo Shiqiang         |                            |
| Nanjing Monkey Kings      | Gintaras Krapikas    |                            |
| Qingdao Eagles            | Fan Bin              |                            |
| Shandong Golden Stars     | Wu Qinglong          |                            |
| Shanghai Sharks           | Li Qiuping           |                            |
| Shanxi Loongs             | Wang Fei             |                            |
| Shenzhen Leopards         | Wang Jianjun         |                            |
| Sichuan Blue Whales       | Ying Kui             | Dirk Bauermann             |
| Tianjin Gold Lions        | Anton Vujanic        |                            |
| Xinjiang Flying Tigers    | Adiljan Suleyman     | / Brian Goorjian           |
| Zhejiang Golden Bulls     | Liu Weiwei           |                            |
| Zhejiang Guangsha Lions   | Li Chunjiang         |                            |

## Draft
La Draft 2018 est la quatrième édition du championnat chinois, a eu lieu le 29 juillet 2018. 14 joueurs ont été sélectionnés.
| Tour | Choix | Nom du joueur  | Nationalité | Équipe                    |
| ---- | ----- | -------------- | ----------- | ------------------------- |
| 1    | 1     | Jiang Yuxing   | Chine       | Jilin Northeast Tigers    |
| 1    | 2     | Yuan Zhenliang | Chine       | Sichuan Blue Whales       |
| 1    | 3     | Liu Shuai      | Chine       | Tianjin Gold Lions        |
| 1    | 4     | Wang Siqi      | Chine       | Qingdao Eagles            |
| 1    | 5     | Li Bairun      | Chine       | Nanjing Monkey Kings      |
| 1    | 6     | Wang Zilu      | Chine       | Zhejiang Golden Bulls     |
| 1    | 7     | Tian Yuheng    | Chine       | Guangzhou Long-Lions      |
| 1    | 8     | Zhao Yanman    | Chine       | Beijing Ducks             |
| 1    | 9     | Ji Xiang       | Chine       | Guangdong Southern Tigers |
| 2    | 1     | Luan Xiaojun   | Chine       | Tianjin Gold Lions        |
| 2    | 2     | Shi Wenlong    | Chine       | Qingdao Eagles            |
| 2    | 3     | Zhu Ying       | Chine       | Shanghai Sharks           |
| 2    | 4     | Si Kun         | Chine       | Guangzhou Long-Lions      |
| 2    | 5     | Wan Shengwei   | Chine       | Guangdong Southern Tigers |

## Politique des joueurs étrangers
Toutes les équipes, sauf les Bayi Rockets, peuvent avoir deux joueurs étrangers dans leur équipe. Les deux dernières équipes de la saison précédente (sauf Bayi) ont un droit supplémentaire de recruter un joueur asiatique supplémentaire.
Voici la liste complète des joueurs internationaux qui ont participé au championnat CBA au cours de la saison 2018-2019.
| Équipe                    | Joueur 1         | Joueur 2           | Remplacé durant la saison                              |
| ------------------------- | ---------------- | ------------------ | ------------------------------------------------------ |
| Bayi Rockets              | –                | –                  | –                                                      |
| Beijing Ducks             | Aaron Jackson    | Justin Hamilton    |                                                        |
| Beikong Fly Dragons       | Ricky Ledo       | Thomas Robinson    | Pierre Jackson Shavlik Randolph                        |
| Fujian Sturgeons          | Eugene Jeter     | Andrew Nicholson   | Russ Smith Xavier Munford                              |
| Guangdong Southern Tigers | Michael Beasley  | MarShon Brooks     | Malcolm Delaney Sonny Weems                            |
| Guangzhou Long-Lions      | Kyle Fogg        | Lorenzo Brown      | Marreese Speights Cory Jefferson                       |
| Jiangsu Dragons           | Donald Sloan     | Miroslav Raduljica | Jerome Dyson                                           |
| Jilin Northeast Tigers    | Dominique Jones  | Maciej Lampe       |                                                        |
| Liaoning Flying Leopards  | Lester Hudson    | Brandon Bass       |                                                        |
| Nanjing Monkey Kings      | Joe Young        | Isaiah Austin      | Adreian Payne                                          |
| Qingdao Eagles            | Jonathan Gibson  | Dakari Johnson     |                                                        |
| Shandong Golden Stars     | Ty Lawson        | Donatas Motiejūnas | Andrew Goudelock JaKarr Sampson                        |
| Shanghai Sharks           | Jimmer Fredette  | Luis Scola         |                                                        |
| Shanxi Loongs             | Bobby Brown      | Shabazz Muhammad   | Chris McCullough Josh Adams                            |
| Shenzhen Leopards         | Dwight Buycks    | Kenny Boynton      | Quincy Acy Jared Sullinger                             |
| Sichuan Blue Whales       | Jordan Crawford  | Jason Thompson     | Jamaal Franklin                                        |
| Tianjin Gold Lions        | Taylor Rochestie | Andray Blatche     | Cole Aldrich                                           |
| Xinjiang Flying Tigers    | Kay Felder       | Jarnell Stokes     | Darius Adams Al Jefferson Nick Minnerath Hamed Haddadi |
| Zhejiang Golden Bulls     | Marcus Denmon    | Brandon Paul       | Archie Goodwin Tyler Hansbrough                        |
| Zhejiang Guangsha Lions   | Courtney Fortson | Ioannis Bourousis  |                                                        |

## Classement de la saison régulière
| #  | Saison régulière 2018-2019 | Saison régulière 2018-2019 | Saison régulière 2018-2019 | Saison régulière 2018-2019 | Saison régulière 2018-2019                                                                          |
| #  | Équipe                     | V                          | D                          | %V                         | Tiebreaker                                                                                          |
| -- | -------------------------- | -------------------------- | -------------------------- | -------------------------- | --------------------------------------------------------------------------------------------------- |
| 1  | Guangdong Southern Tigers  | 42                         | 4                          | .913                       | |
| 2  | Liaoning Flying Leopards   | 38                         | 8                          | .826                       | |
| 3  | Xinjiang Flying Tigers     | 33                         | 13                         | .717                       | Xinjiang 2–0 Shenzhen                                                                               |
| 4  | Shenzhen Leopards          | 33                         | 13                         | .717                       | Xinjiang 2–0 Shenzhen                                                                               |
| 5  | Beijing Ducks              | 31                         | 15                         | .674                       | Beijing 2–2 Guangsha Beijing 396–394 Guangsha                                                       |
| 6  | Zhejiang Guangsha Lions    | 31                         | 15                         | .674                       | Beijing 2–2 Guangsha Beijing 396–394 Guangsha                                                       |
| 7  | Fujian Sturgeons           | 27                         | 19                         | .587                       | |
| 8  | Shandong Golden Stars      | 26                         | 20                         | .565                       | |
| 9  | Jiangsu Dragons            | 24                         | 22                         | .522                       | Jiangsu 1–1 Jilin Jiangsu 211–198 Jilin                                                             |
| 10 | Jilin Northeast Tigers     | 24                         | 22                         | .522                       | Jiangsu 1–1 Jilin Jiangsu 211–198 Jilin                                                             |
| 11 | Zhejiang Golden Bulls      | 23                         | 23                         | .500                       | Zhejiang 2–2 Shanghai 2–2 Guangzhou 2–2 Win/Loss rate: Zhejiang 1.04, Shanghai 0.99, Guangzhou 0.98 |
| 12 | Shanghai Sharks            | 23                         | 23                         | .500                       | Zhejiang 2–2 Shanghai 2–2 Guangzhou 2–2 Win/Loss rate: Zhejiang 1.04, Shanghai 0.99, Guangzhou 0.98 |
| 13 | Guangzhou Long-Lions       | 23                         | 23                         | .500                       | Zhejiang 2–2 Shanghai 2–2 Guangzhou 2–2 Win/Loss rate: Zhejiang 1.04, Shanghai 0.99, Guangzhou 0.98 |
| 14 | Shanxi Loongs              | 16                         | 30                         | .348                       | |
| 15 | Qingdao Eagles             | 13                         | 33                         | .283                       | |
| 16 | Tianjin Gold Lions         | 12                         | 34                         | .261                       | |
| 17 | Sichuan Blue Whales        | 11                         | 35                         | .239                       | Sichuan 2–2 Bayi 2–2 Nanjing 2–2 Win/Loss rate: Sichuan 1.01, Bayi 0.997, Nanjing 0.991             |
| 18 | Bayi Rockets               | 11                         | 35                         | .239                       | Sichuan 2–2 Bayi 2–2 Nanjing 2–2 Win/Loss rate: Sichuan 1.01, Bayi 0.997, Nanjing 0.991             |
| 19 | Nanjing Monkey Kings       | 11                         | 35                         | .239                       | Sichuan 2–2 Bayi 2–2 Nanjing 2–2 Win/Loss rate: Sichuan 1.01, Bayi 0.997, Nanjing 0.991             |
| 20 | Beikong Fly Dragons        | 8                          | 38                         | .174                       | |

|  | Les 4 meilleures équipes accèdent directement aux quarts de finale des Playoffs     |
|  | Les équipes de la 5e à la 12e place se qualifient pour le premier tour des Playoffs |

## Statistiques
La CBA, contrairement à la NBA, combine les statistiques de la saison régulière avec les statistiques des Playoffs.

### Leaders statistiques - Individuel
| Catégorie                                     | Joueur           | Équipe                    | Moyenne |
| --------------------------------------------- | ---------------- | ------------------------- | ------- |
| Points par match                              | Pierre Jackson   | Beikong Fly Dragons       | 39,8    |
| Rebonds par match                             | Jason Thompson   | Sichuan Blue Whales       | 14,9    |
| Passes décisives par match                    | Courtney Fortson | Zhejiang Guangsha Lions   | 10,9    |
| Interceptions par match                       | Darius Adams     | Xinjiang Flying Tigers    | 2,8     |
| Contres par match                             | Zhang Zhaoxu     | Shanghai Sharks           | 2,7     |
| 2FG% (20 matchs + 4 tirs effectués par match) | Hu Jinqiu        | Zhejiang Guangsha Lions   | 68,3%   |
| 3FG% (20 matchs + 1 tir effectué par match)   | Du Runwang       | Guangdong Southern Tigers | 46,3%   |
| FT% (20 matchs + 2 tirs effectués par match)  | Joe Young        | Nanjing Monkey Kings      | 91,8%   |
| Ballons perdus par match                      | Darius Adams     | Xinjiang Flying Tigers    | 4,3     |
| Fautes par match                              | Li Yuanyu        | Jiangsu Dragons           | 4,3     |

### Leaders statistiques - Équipe
| Catégorie                                                              | Équipe                                 | Moyenne                                           |
| ---------------------------------------------------------------------- | -------------------------------------- | ------------------------------------------------- |
| Points par match                                                       | Guangdong Southern Tigers              | 118,7                                             |
| Rebonds par match                                                      | Liaoning Flying Leopards               | 49,0                                              |
| Passes décisives par match                                             | Zhejiang Guangsha Lions                | 24,3                                              |
| Interceptions par match                                                | Zhejiang Guangsha Lions                | 12,0                                              |
| Contres par match                                                      | Shanghai Sharks                        | 4.2                                               |
| 2FG%                                                                   | Guangdong Southern Tigers              | 58,3%                                             |
| 3FG%                                                                   | Shenzhen Leopards                      | 39,8%                                             |
| FT%                                                                    | Tianjin Gold Lions                     | 81,3%                                             |
| Ballons perdus par match (moyennes les plus basses + les plus élevées) | Jilin Northeast Tigers Jiangsu Dragons | Le moins (le meilleur): 11,1 Le plus (pire): 14,2 |
| Fautes par match (moyennes les plus basses et les plus élevées)        | Shanghai Sharks Jiangsu Dragons        | Le moins (le meilleur): 20,3 Le plus (pire): 26,9 |

## Récompenses

### Prix annuels
Voici une liste des lauréats des prix annuels de la saison 2018-2019 de l'ABC.
| Prix                             | Nom du joueur                                | Réf.   |
| -------------------------------- | -------------------------------------------- | ------ |
| MVP National                     | Wang Zhelin (Fujian Sturgeons)               | [ 8 ]  |
| MVP International                | Darius Adams (Xinjiang Flying Tigers)        | [ 9 ]  |
| Joueur défensif de l'année       | Yi Jianlian (Guangdong Southern Tigers)      | [ 10 ] |
| Joueur ayant le plus progressé   | Abdusalam Abdurixit (Xinjiang Flying Tigers) | [ 11 ] |
| Jeune étoile montante de l'année | Jiang Yuxing (Jilin Northeast Tigers)        | [ 12 ] |
| Entraîneur de l'année            | Du Feng (Guangdong Southern Tigers)          | [ 13 ] |

### Joueurs de la semaine
Voici une liste des lauréats du prix du Joueur de la semaine de la saison 2018-2019.
| Semaine | Joueur national                               | Joueur international                             |
| ------- | --------------------------------------------- | ------------------------------------------------ |
| 1       | Hu Jinqiu (Zhejiang Guangsha Lions) (1/1)     | Pierre Jackson (Beikong Fly Dragons) (1/2)       |
| 2       | Han Shuo (Bayi Rockets) (1/1)                 | Jamaal Franklin (Sichuan Blue Whales) (1/2)      |
| 3       | Zhao Rui (Guangdong Southern Tigers) (1/1)    | Darius Adams (Xinjiang Flying Tigers) (1/6)      |
| 4       | Yi Jianlian (Guangdong Southern Tigers) (1/4) | Jared Sullinger (Shenzhen Leopards) (1/1)        |
| 5       | Wang Zhelin (Fujian Sturgeons) (1/4)          | Joe Young (Nanjing Monkey Kings) (1/1)           |
| 6       | Wang Zhelin (Fujian Sturgeons) (2/4)          | Pierre Jackson (Beikong Fly Dragons) (2/2)       |
| 7       | Wang Zhelin (Fujian Sturgeons) (3/4)          | Darius Adams (Xinjiang Flying Tigers) (2/6)      |
| 8       | Yi Jianlian (Guangdong Southern Tigers) (2/4) | Darius Adams (Xinjiang Flying Tigers) (3/6)      |
| 9       | Cheng Shuaipeng (Zhejiang Golden Bulls) (1/1) | Taylor Rochestie (Tianjin Gold Lions) (1/1)      |
| 10      | Shi Deshuai (Tianjin Gold Lions) (1/1)        | Shabazz Muhammad (Shanxi Loongs) (1/1)           |
| 11      | Guo Ailun (Liaoning Flying Leopards) (1/2)    | Darius Adams (Xinjiang Flying Tigers) (4/6)      |
| 12      | Yi Jianlian (Guangdong Southern Tigers) (3/4) | Jamaal Franklin (Sichuan Blue Whales) (2/2)      |
| 13      | Wu Qian (Zhejiang Golden Bulls) (1/1)         | Darius Adams (Xinjiang Flying Tigers) (5/6)      |
| 14      | Wang Zhelin (Fujian Sturgeons) (4/4)          | Dominique Jones (Jilin Northeast Tigers) (1/1)   |
| 15      | Yi Jianlian (Guangdong Southern Tigers) (4/4) | Donatas Motiejūnas (Shandong Golden Stars) (1/1) |
| 16      | Guo Ailun (Liaoning Flying Leopards) (2/2)    | Darius Adams (Xinjiang Flying Tigers) (6/6)      |

### Joueurs du mois
Voici une liste des lauréats du prix du Joueur du mois de la saison 2018-2019.
| Mois               | Joueur national                               | Joueur international                             |
| ------------------ | --------------------------------------------- | ------------------------------------------------ |
| Octobre / Novembre | Hu Jinqiu (Zhejiang Guangsha Lions) (1/1)     | Jimmer Fredette (Shanghai Sharks) (1/1)          |
| Décembre           | Wang Zhelin (Fujian Sturgeons) (1/1)          | Pierre Jackson (Beikong Fly Dragons) (1/1)       |
| Janvier            | Yi Jianlian (Guangdong Southern Tigers) (1/1) | Dominique Jones (Jilin Northeast Tigers) (1/1)   |
| Février / Mars     | Guo Ailun (Liaoning Flying Leopards) (1/1)    | Donatas Motiejūnas (Shandong Golden Stars) (1/1) |